# Der Apachen-Canyon
Der Apachen-Canyon (frz. Canyon Apache) ist ein Lucky-Luke-Comic von 1971, der von René Goscinny geschrieben und von Morris gezeichnet wurde.

## Handlung
Lucky Luke untersucht einen jahrelang andauernden Konflikt zwischen dem Militärlager von Colonel O’Nollan und dem Apachenstamm von Häuptling Patronimo. Als Renegat getarnt wird er nach einigen Prüfungen in den Apachenstamm aufgenommen. Da Lucky Luke aber die Gewalttaten der Apachen verhindern wollte, wurde er selbst an den Marterpfahl gebunden. Schließlich erscheint der geflüchtete Vater des Häuptlings, ein Böhme, auf der Bildfläche. Er war der Grund für Patronimos Hass auf die Weißen. Ebenso entpuppt sich der lange verschwundene Sohn von Colonel O’Nollan als Medizinmann der Apachen. Nach freudigen Umarmungen der Familienmitglieder wird der Konflikt beendet.

## Veröffentlichung
Die Geschichte wurde 1970 bis 1971 zunächst in Pilote und dann als Album bei Dargaud gedruckt.
In Deutschland erschien das Album zunächst 1973 im Magazin Zack und dann als Zack Album Nr. 13. Seit 1990 wird der Band bei Egmont Ehapa Media als Nr. 61 der Serie aufgelegt.
Die Geschichte wurde 1991 für die Lucky-Luke-Zeichentrickserie verfilmt.